# Viersen
Viersen är en stad i västra delen av Nordrhein-Westfalen i Tyskland, och är belägen i Kreis Viersen. Staden har cirka 79 000 invånare och är en del av storstadsområdet Rheinschiene.
Staden ligger cirka 8 kilometer nordväst om Mönchengladbach, 15 kilometer sydväst om Krefeld och 20 kilometer öster om holländska Venlo.
Staden Viersen är ursprungligen tre städer som blivit en. 1970 slog man ihop städerna Dülken, Süchteln och Alt-Viersen, som idag bildar varsin stadsdel i den staden Viersen.

## Administrativ indelning
Viersen är indelat i de fyra stadsdelarna Alt-Viersen, Dülken, Süchtlen och Boisheim.
(Invånare 30 september 2005)
- Alt-Viersen (37 179), med ortsdelarna Beberich, Bockert, Hamm, Heimer, Helenabrunn, Hoser, Rahser, Rintgen, Robend, Noppdorf och Ummer
- Dülken (20 767), med ortsdelarna Bistard, Schirick, Landwehr, Lind, Loosen, Busch, Hausen, Mackenstein, Nette, Ransberg, Klinkhammer, Nord och Waldnielerstraße
- Süchteln (16 591), med ortsdelarna Clörath, Dornbusch, Hagen, Hagenbroich, Sittard och Vorst
- Boisheim (2 073)